# The Path
A The Path a svéd Notch elektronikus zenei együttes ambient stílusú lemeze. Mivel a Notchból vált ki a Carbon Based Lifeforms, a The Patht CBL-albumnak tekintik, és később CBL név alatt terjesztették.

## Keletkezése
Johannes Hedberg és Daniel Ringström (később Segerstad) göteborgi zenészek 1995-ben alapították meg Notch csapatukat, mely főleg dance stílusú zenét készített. Később az ambient irányába fordultak, és 1996-ban létrehozták Carbon Based Lifeforms ambient/acid projektjüket, mely hamarosan tevékenységük középpontja lett. Ennek ellenére The Path című ambient demójukat 1998-ban még Notch-ként adták ki. A zene szerzésében Mikael Lindqvist is közreműködött.
1999-ben már Carbon Based Lifeforms-ként adták ki az albumot az mp3.com oldalon; ennek köszönhetően talált rájuk az Ultimae Records, akikkel 2001-ben leszerződtek. A The Path később ingyenesen elérhető volt a duó honlapján, majd 2018-ban a finn Blood Records CD-n és hanglemezen is kiadta az újrakevert albumot. Az újrakeverésben Robert Elster Vibrasphere-tag segédkezett.
A 2020-as ALT:02 remixlemez tartalmazza a Dreamshore Forest analóg szintetizátorokkal újra elkészített változatát.

## Leírása
Acid/ambient stílusú mű atmoszférikus dallamokkal és lassú ütemekkel; témája egy küszöbön álló ökológiai katasztrófa. A számok változatosak; egyesek az 1970-es évek electronicáját vagy a korai FSOL-hangzást idézik, de minimalista, trip-hop, New Age, sőt szimfonikus beütések is vannak. Ezek ellenére a Carbon Based Lifeforms-hangzás, ha nyomokban is, de tetten érhető.

### Számlista
1. Intro
2. Behind the Corner
3. Rain
4. Rise to Tomorrow
5. Hold
6. Machinery
7. And Contact
8. Sinful Things
9. Dreamshore Forest
10. Submerged
11. Contaminated Area
12. Last Breath
13. Station Blue
14. Or Plan B